# Ardusat
Ardusat – wieś w Rumunii, w okręgu Marmarosz, w gminie Ardusat. W 2011 roku liczyła 2009 mieszkańców.